# Synapse
En synapse er en kontaktflade mellem to nerveceller, hvorigennem impulser kan overføres. Synapsen bidrager til kommunikation i nervesystemet og tillader også integration af information fra andre impulskilder. Synapsen kan inddeles i en præ- og en postsynaptisk del, som sidder på hhv. den præ- og den postsynaptiske celle. Rummet mellem de to celler kaldes synapsespalten.
Der findes to forskellige typer af synapser: 
- I en kemisk synapse er synapsespaltens bredde mellem 20 og 40 nm, og impulser overføres ved hjælp af neurotransmittere, der frigøres fra den præsynaptiske celle, og binder sig til receptorer på den postsynaptiske celle.

- I en elektrisk synapse  er synapsespalten smallere, og impulser overføres i form af ioner gennem små kanaler fra den præsynaptiske celle til den postsynaptiske.